# Emesis emesia
Emese emesia é uma espécie de borboleta na família de borboletas conhecida como Riodinidae. Ela pode ser encontrada na América do Norte.
O número MONA ou Hodges de Emese emesia é 4401.

## Subespécies
Essas duas subespécies pertencem à espécie Emese emesia:
- Emese emesia emesia g
- Emese emesia yucatanensis Godman & Salvin, 1886 c g

Fontes de dados: i = ITIS, c = Catálogo da Vida, g = GBIF, b = Bugguide.net